# Lani Kaʻahumanu
Lani Kaʻahumanu   (Halifax, 5 d'octubre de 1943) és una escriptora i activista bisexual i feminista canadenca. És obertament bisexual i escriu i parla amb freqüència sobre temes de sexualitat. Forma part del consell editorial del Journal of Bisexuality. També està treballant en els llibres My Grassroots Are Show: Stories, Speeches; Special affections and Passing For Other: Primal Creams and Forbidden Dreams; i Poetry, Prose, and Performance Pieces.
El 1974, es va divorciar del seu marit i es va traslladar a San Francisco, on va sortir originalment com a lesbiana. Va ajudar a fundar el San Francisco State Women Studies Department (Departament d'Estudis sobre Dones de l'Estat de San Francisco) i el 1979 es va convertir en la primera persona de la seva família a graduar-se a la universitat. Kaʻahumanu es va adonar que era bisexual i va tornar a sortir de l'armari el 1980.

## Activisme

### Dècada del 1980
El 1983, a San Francisco, Kaʻahumanu, Autumn Courtney, Arlene Krantz, David Lourea, Bill Mack, Alan Rockway i Maggi Rubenstein van fundar BiPOL, la primera i més antiga organització política bisexual. El 1987, Kaʻahumanu, Ann Justi i Maggi Rubenstein van fundar la Bay Area Bisexual Network.
L'article «The Bisexual Movement: Are We Visible Yet?» (El moviment bisexual: som visibles encara?), de Kaʻahumanu, va aparèixer al manual oficial de desobediència civil per a la Marxa de 1987 a Washington pels drets dels gais i lesbianes; la marxa va incloure la primera reunió bisexual a nivell nacional. El seu article va ser el primer article sobre els bisexuals i el moviment bisexual emergent que es va publicar en una publicació nacional de lesbianes o gais.
Kaʻahumanu és la coeditora amb Loraine Hutchins de l'antologia Bi Any Other Name: Bisexual People Speak Out (Alyson Publications, 1991). Es considera un dels llibres fonamentals en la història del moviment modern dels drets bisexuals. Kaʻahumanu va contribuir amb la peça «Hapa Haole Wahine» a l'antologia. Després que l'antologia es va veure obligada a competir als Premis Literaris Lambda sota la categoria Antologia lesbiana, i Directed by Desire: Collected Poems, una col·lecció pòstuma de l'obra de la poetessa bisexual June Jordan, va haver de competir (i guanyar) en la categoria Poesia lesbiana. BiNet USA va liderar la comunitat bisexual en una campanya de diversos anys que finalment va resultar en l'addició d'una categoria Bisexual, començant amb els Premis 2006.

### Dècada del 1990
Des de 1992 fins a 1994, Kaʻahumanu va exercir com a coordinadora del projecte d'una beca de la Fundació Americana per a la Recerca de la SIDA atorgada a Lyon-Martin Women's Health Services. Aquesta va ser la primera beca de la història dels Estats Units d'Amèrica destinada a les dones bisexuals i lesbianes d'alt risc per a la investigació sobre la prevenció i l'educació del VIH/SIDA. Kaʻahumanu també va crear Peer Safer Sex Slut Team amb Cianna Stewart. El seu treball amb Safer Sex Sluts va ser reconegut per la revista Ms. l'any 1994 al seu número «50 Ways To Be A Feminist».
El 1993, Kaʻahumanu va parlar a la manifestació de la Marxa a Washington pels drets i l'alliberament d'igualtat de lesbianes, gais i bisexuals; ella havia concebut i liderat una campanya nacional d'èxit per incloure persones bisexuals al títol. Va ser l'única bisexual de 18 oradors.
També el 1993, pel seu 50è aniversari, Kaʻahumanu va escriure i fer de model per a Women En Large: Images of Fat Nudes (Books In Focus, 1994).
L'any 1994, Kaʻahumanu, Elias Farajaje-Jones, Laura Perez i Victor Raymond, tots de The Indigenous Queers/Bisexual Caucus, van presentar «Preaching to the Perverted or Fluid Desire» (Predicar el pervertit o el desig fluid), a la Cimera Nacional de Prevenció/Educació del VIH celebrada per l'Associació de Metges pels Drets Humans (ara l'Associació Mèdica Gai i Lesbiana).
Des de mitjans de la dècada del1990, ha facilitat tallers sobre sexe i la positivitat corporal als Estats Units d'Amèrica.
El 1996, «Què hi té a veure la bisexualitat?» es va fer la formació conjuntament amb el Lobby i l'Institut Lesbian, Gay and AIDS LIFE de Califòrnia. Va ser coordinat per Kaʻahumanu, Stephanie Berger, Elias Farajaje-Jones, Felicia Park-Rogers, Brandon Taylor, Roland Sintos Coloma i Cianna Stewart. Sheela Lambert va elaborar un informe d'atenció a la salut bisexual per al Departament de Salut de Nova York que examinava les barreres del servei per a les persones bisexuals que accedeixen als serveis de salut i salut mental. Es van realitzar dos grups focals per separat amb homes i dones bisexuals a Nova York per identificar problemes.
El 1998, BiNet USA va organitzar una cimera del National Institute on Bisexuality HIV/AIDS amb la National Gay Lesbian Health Association Conference, juntament amb Kaʻahumanu, Lynda Doll del Centre per al Control de Malalties i Elias Farajaje-Jones, Luigi Ferrer, Ron Fox, Dr. Fritz Klein, Marshall Miller, Cianna Stewart i Joe Wright. El 1999, el Center for Disease Control/UCLA School of Nursing va acollir una cimera sobre prevenció i educació del VIH de persones bisexuals de color que va ser concebuda per Bill Wedin i coordinada per Kaʻahumanu, amb Elias Farajaje-Jones, Ron Fox, Karl Hamner i Dominique. RosaNegra Leslie i Cianna Stewart.

## Assoliments
Kaʻahumanu va ser la primera persona obertament bisexual a ser convidada i a formar part d'una junta nacional de gais i lesbianes, i com a tal va completar el seu mandat amb la junta directiva del National Gay and Lesbian Task Force l'any 2000. El 2004, Kaʻahumanu, juntament amb Bobbi Keppel i Safer Sex Sluts, van presentar el primer Taller de Sexe Segur impartit en una conferència nacional conjunta amb l'American Society on Aging i la National Association on Aging.